# Discografia della Premiata Forneria Marconi
La discografia della Premiata Forneria Marconi, gruppo musicale rock progressivo italiano attivo dal 1971, è costituita da diciotto album in studio, quindici album dal vivo, diciotto raccolte, un EP e otto singoli.

## Album

### Album in studio
| Anno | Titolo |
| ---- | --- |
| 1972 | Storia di un minuto - Pubblicato: gennaio 1972 - Etichetta: Numero Uno                                                 |
| 1972 | Per un amico - Pubblicato: novembre 1972 - Etichetta: Numero Uno                                                       |
| 1973 | Photos of Ghosts - Pubblicato: 1973 - Etichetta: Numero Uno                                                            |
| 1974 | L'isola di niente - Pubblicato: 1974 - Etichetta: Numero Uno                                                           |
| 1974 | The World Became the World - Pubblicato: 1974 - Etichetta: Numero Uno                                                  |
| 1975 | Chocolate Kings - Pubblicato: 1975 - Etichetta: Numero Uno                                                             |
| 1977 | Jet Lag - Pubblicato: 1977 - Etichetta: Numero Uno                                                                     |
| 1978 | Passpartù - Pubblicato: 1978 - Etichetta: Numero Uno                                                                   |
| 1980 | Suonare suonare - Pubblicato: aprile 1980 - Etichetta: Numero Uno                                                      |
| 1981 | Come ti va in riva alla città - Pubblicato: febbraio 1981 - Etichetta: Numero Uno                                      |
| 1984 | PFM? PFM! - Pubblicato: 1984 - Etichetta: Numero Uno                                                                   |
| 1987 | Miss Baker - Pubblicato: 1987 - Etichetta: Dischi Ricordi                                                              |
| 1997 | Ulisse - Pubblicato: 1997 - Etichetta: RCA Italiana                                                                    |
| 2000 | Serendipity - Pubblicato: 15 settembre 2000 - Etichetta: Sony Music                                                    |
| 2005 | Dracula Opera Rock - Pubblicato: 14 ottobre 2005 - Etichetta: Sony Music                                               |
| 2006 | Stati di immaginazione - Pubblicato: 17 novembre 2006 - Etichetta: Sony Music                                          |
| 2017 | Emotional Tattoos - Pubblicato: 27 ottobre 2017 - Etichetta: Inside Out Music                                          |
| 2021 | I Dreamed of Electric Sheep - Ho sognato pecore elettriche - Pubblicato: 22 ottobre 2021 - Etichetta: Inside Out Music |

### Tributi
| Anno | Titolo |
| ---- | --- |
| 2010 | A.D. 2010 - La buona novella - Pubblicato: 26 aprile 2010 - Etichetta: Aereostella, Immaginifica                |
| 2013 | PFM in Classic - Da Mozart a Celebration - Pubblicato: 10 settembre 2013 - Etichetta: Aereostella, Immaginifica |

### Album dal vivo
- 1974 – Live in USA, Numero Uno
- 1982 – Performance, Numero Uno
- 1996 – 10 Anni Live - 1971-1981, RCA Italiana
- 1998 – www.pfmpfm.it (il Best), RCA Italiana
- 2002 – Live in Japan 2002, Sony Music
- 2004 – Piazza del Campo Aereostella/Immaginifica
- 2008 – PFM canta De André, Aereostella/Immaginifica
- 2011 – Prog Exhibition - 40 anni di musica immaginifica, Aereostella/Immaginifica
- 2012 – Live in Roma, Aereostella/Immaginifica
- 2014 – Un'isola, Aereostella/Immaginifica
- 2014 – Un amico, Aereostella/Immaginifica
- 2015 – Un minuto, Aereostella/Immaginifica
- 2015 – A Ghost, Aereostella/Immaginifica
- 2015 – The World, Aereostella/Immaginifica
- 2023 – The Event - Live in Lugano, Aereostella

### Raccolte
- 1976 – PFM the Award-Winning Marconi Bakery
- 1976 – Prime impressioni
- 1976 – Celebration
- 1977 – Antologia
- 1982 – SuperStar Collection
- 1988 – L'album di... PFM
- 1990 – Il rock
- 1993 – I grandi del rock
- 1994 – PFM Story
- 1997 – A Celebration
- 1998 – Gli anni '70
- 2000 – Pieces from Manticore
- 2001 – Golden Collection
- 2007 – 35...e un minuto
- 2011 – I Quelli
- 2011 – Amico Faber
- 2012 – PFM Celebration 1972-2012
- 2016 – PFM Marconi Bakery 1973-1974
- 2018 – The Very Best 1972-2018

## EP
- 1998 – Live

## Singoli
- 1971 – La carrozza di Hans/Impressioni di settembre
- 1973 – Celebration/Old Rain
- 1974 – Dolcissima Maria/Via Lumière
- 1974 – The World Became the World/La carrozza di Hans
- 1974 – Four Holes in the Ground/The World Became the World
- 1975 – Chocolate Kings/Harlequin
- 1981 – Come ti va/Chi ha paura della notte?
- 2017 – Quartiere generale/Central District
- 2017 – La lezione/The Lesson
- 2021 – AtmoSpace
- 2021 – Worlds Beyond/Mondi paralleli

## Collaborazioni
- 1977 – Gianna Nannini – Una radura...
- 1979 – Fabrizio De André - Fabrizio De André in concerto - Arrangiamenti PFM
- 1979 – Alberto Fortis - Alberto Fortis
- 1979 – Ivan Cattaneo - SuperIvan
- 1980 – Fabrizio De André - Fabrizio De André in concerto - Arrangiamenti PFM Vol. 2º
- 1983 – Franz Di Cioccio & Franco Mussida - Attila flagello di Dio
- 1984 – Rossana Casale - Rossana Casale